# Palacete de Navarra (Évreux)
El palacete de Navarra (en francés: petit château de Navarre) es un antiguo palacete situado en Évreux, en el departamento de Eure y en la región Normandía.

## Localización
El edificio estaba ubicado en el límite del río Iton, en el 56 de la avenida Aristide-Briand, frente a la iglesia Saint-Germain-de-Navarre, en Évreux (Eure) en el barrio de Navarra.

## Denominación
El nombre familiar de este edificio es inapropiado ya que el Palacete de Navarra originalmente designaba un edificio ubicado frente al Palacio de Navarra. «En 1749, se construyó un palacete en la parte delantera, hacia Évreux, para albergar a Luis XV y Madame de Pompadour». El marqués de Dauvet compró la finca en 1827 y arrasó los dos castillos.
El actual edificio del siglo XVIII es más bien una casa solariega con un hermoso parque que fue ampliada durante el siglo XIX y descrito incorrectamente como un castillo.

## Historia
El castillo está construido en dos etapas. La primera fase se sitúa en el siglo XVIII. La construcción se remonta a 1781 por Auguste Casimir de Vergnette, señor de Alban e «hijo del ex capitán de cazadores del duque de Bouillon». El obispo de Angers Michel-François de Couët du Vivier de Lorry encontró refugio allí durante la época revolucionaria francesa del Terror, y también el poeta Jean-François Marmontel describe como «casa bastante bonita» pero juzga el lugar como «húmedo y malsano».
Se construyó una ampliación durante el siglo XIX. Se puede notar claramente en los planos de principios XIX la existencia del ala del siglo XVIII perpendicular al Iton. La ampliación del barrio de Navarra en Évreux data del siglo XIX con el establecimiento de fábricas, luego la estación Évreux-Navarre y zonas residenciales a partir de 1837.
Fue donado en 1936 por su propietaria, Marthe Réveilhac (1874-1959), a las Hermanas de Santa María de Torfou, para que pudiera establecerse allí una escuela católica. El establecimiento, la Inmaculada Concepción, fue creado en 1938 y el castillo se utilizó para este propósito hasta principios del siglo XXI.
El castillo fue ocupado por tropas alemanas hasta el 15 de agosto de 1940.
Después de las inundaciones de la década de 1990, «se identificó una falta de compactación y asentamiento del lecho de roca de los cimientos, así como la presencia de focos de creta disuelta. La descompresión de esta caliza existe hasta una profundidad de 20 m. La proximidad del Iton acentúa el proceso». Entonces, el edificio ya no se mantiene y se privilegian los nuevos edificios, el edificio se mantiene.
En 2004, el edificio dejó de utilizarse con fines escolares. Como la escuela propietaria consideraba que la rehabilitación era demasiado costosa, se previó su destrucción. Sin embargo, un decreto del 29 de septiembre de 2017 del Ministro de Cultura Françoise Nyssen clasifica la propiedad como monumento histórico durante un año. La comisión de clasificación del patrimonio y la arquitectura de Normandía rechazó la clasificación en septiembre de 2018, el edificio se vio nuevamente amenazado de destrucción. Sin embargo, el edificio se beneficia de un registro como monumento histórico el 3 de octubre de 2018.
El castillo finalmente se destruye a fines de julio de 2019 por iniciativa de su propietario.

## Arquitectura
El edificio está formado por dos alas construidas en diferentes momentos y una galería que recorre la fachada del lado del parque. El ala situada perpendicular al Iton data del siglo XVIII. Probablemente sea en esta parte donde se alojó Marmontel. El ala paralela al Iton data del XIX. El edificio es un buen ejemplo de arquitectura del siglo XIX con sus fachadas y detalles arquitectónicos como buhardillas y remates. Es, según la prefectura de Eure, «un ejemplo representativo de la casa burguesa del siglo XIX en el seno de un barrio que se ha desarrollado en esta época».